# Prokopis Pavlópulos
Prokopis Pavlópulos (en grec: Προκόπης Παυλόπουλος) (Calamata, 10 de juliol de 1950) és un advocat, professor universitari i polític grec. Entre 2004 i 2009 va ser ministre de l'Interior i d'Ordre Públic de Grècia.
El 18 de febrer de 2015, Pavlopoulos va ser elegit pel parlament grec President de Grècia amb 233 vots a favor i succeint Karolos Papoulias.

## Biografia
Pavlòpulos va estudiar Dret a la Universitat d'Atenes el 1968.
El 1975, va rebre el seu DEA de la Universitat Panthéon-Assas de París i després el seu doctorat en Dret Públic el 1977. El 1989, va ser elegit Professor de Dret Administratiu.
És membre del Comitè Central del partit grec Nova Democràcia (ANEL).
El 17 de febrer de 2015, el Primer Ministre Alexis Tsipras el nominà com a candidat de la coalició de govern SÍRIZA-ANEL per al càrrec de President de Grècia.

## Vida personal
El pare de Pavlopòulos, Vasilis, era professor de filologia.
Pavlopòlos es va casar amb Vlassia Pavlopoulou-Peltsemi i tenen dues filles i un fill.